# Gesneria pedunculosa
Gesneria pedunculosa là một loài thực vật có hoa trong họ Tai voi. Loài này được (DC.) Fritsch mô tả khoa học đầu tiên năm 1894.